# Joods-middeleeuws erfgoed van Erfurt

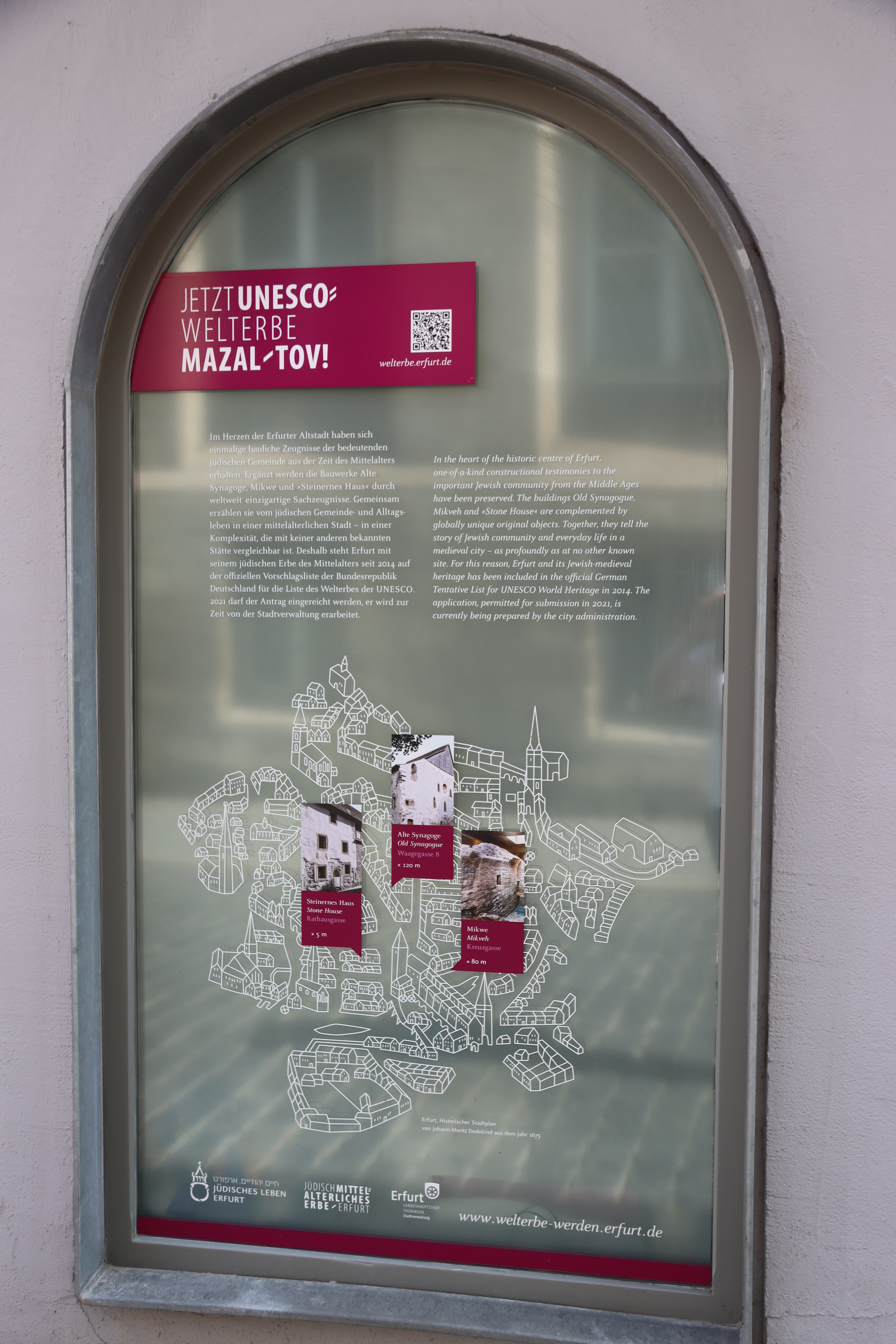

Het Joods-middeleeuws erfgoed van Erfurt werd in 2023 ingeschreven op de Unesco-Werelderfgoedlijst. Het werelderfgoed omvat 3 sites in Erfurt: de Oude Synagoge  (Alte Synagoge, een van de oudst bewaarde synagoges van Europa), de restanten van een Mikwe (ritueel bad vlak bij de Krämerbrücke) en het Stenen Huis (Steinernes Haus), een joodse woning.